# Susanna Driano
Susanna Driano (Seattle, 28 maggio 1957) è un'ex pattinatrice artistica su ghiaccio italiana.

## Palmarès
| Internazionali            | Internazionali | Internazionali | Internazionali | Internazionali | Internazionali | Internazionali | Internazionali |
| Evento                    | 1974–75        | 1975–76        | 1976–77        | 1977–78        | 1978–79        | 1979–80        | 1984–85        |
| ------------------------- | -------------- | -------------- | -------------- | -------------- | -------------- | -------------- | -------------- |
| Giochi olimpici invernali |                | 7°             |                |                |                | 8°             |                |
| Campionati mondiali       | 9°             | 10°            | 6°             | 3°             | 8°             | R              |                |
| Campionati europei        | 6°             | 5°             | 3°             | 5°             | 8°             | 3°             |                |
| Skate America             |                |                |                |                |                | 2°             |                |
| Skate Canada              |                | 1°             |                |                |                |                |                |
| NHK Trophy                |                |                |                |                |                | 4°             |                |
| Schäfer Memorial          |                |                |                |                |                | 1°             |                |
| Richmond Trophy           |                |                | 2°             |                | 1°             |                |                |
| Prague Skate              |                | 2°             |                |                |                |                |                |
| Universiadi               |                |                |                |                |                |                | 4°             |
| Nazionali                 |                |                |                |                |                |                |                |
| Campionati italiani       | 1°             | 1°             | 1°             | 1°             | 1°             | 1°             |                |
| R: Ritirata               |                |                |                |                |                |                |                |